# Rue des Buisses
La  rue des Buisses  est une voie publique urbaine de la commune de Lille, dans le département français du Nord.

## Situation et accès
La rue des Buisses relie la place des Buisses à la rue du Vieux- Faubourg où elle se situe dans le prolongement de la rue à Fiens.
Elle est desservie par la station de métro souterraine Gare Lille-Flandres et par un pôle multimodal, point de départ de nombreuses lignes de bus Ilévia.

## Origine du nom
Les « buisses » étaient des conduites d’eau qui ont été mises en place  à la suite de l’acquisition en 1285 par la Ville de Lille à Gérard de Marbais Sire du Breucq des eaux du Becquerel et du ruisseau de la Phalecque à Fives. Les buisses alimentaient huit  fontaines dans les paroisses Saint-Etienne et Saint-Maurice dont la Fontaine au Change sur la Grand Place .

## Histoire
L’emplacement de la rue était  celui du fossé  du rempart médiéval par où passaient les buisses amenant l’eau de Fives. Ce rempart est établi à la fin du XIIIe siècle siècle englobant les paroisses de Saint-Maurice et de Saint-Sauveur. La rue est ensuite à l’intérieur du territoire agrandi de la ville en 1617-1622 par une extension de l’enceinte au nord-est. La rue conduisait à la caserne des Buisses établie en 1699 en bordure du rempart de cet agrandissement à l’arrière de la rue de l’Abbiette (actuelle rue de Tournai).
La rue est raccourcie à son extrémité est par la construction de la première gare de Lille à son emplacement, également à celui de la caserne des buisses qui est ainsi supprimée. Cette gare n'était desservie que par une place exigüe, place de la gare qui sera renommée place des Buisses lors de création de l'actuelle place de la gare en 1867.

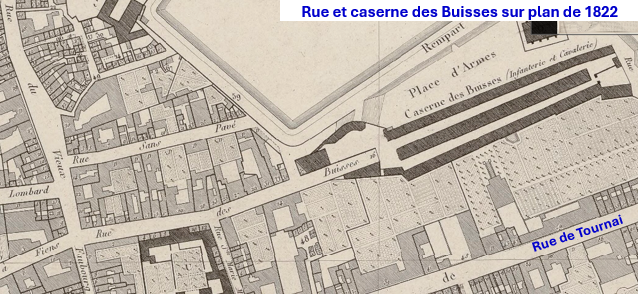
Rue des Buisses en 1822
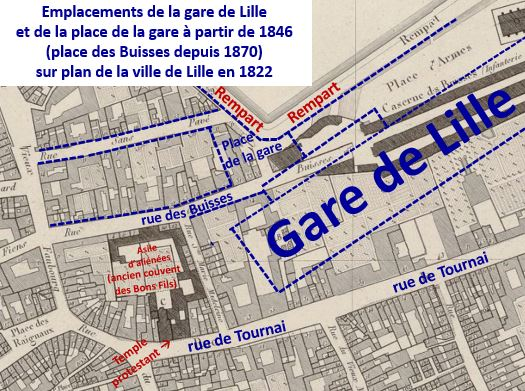
Rue des Buisses en 1845 sur plan de 1822

La rue est amputée d’un autre tronçon en 1867 lors de l’agrandissement de la gare et de la création de  la nouvelle place de la gare. Ces aménagements contemporains de l'ouverture de la rue Faidherbe font disparaitre le côté sud  de rue des Buisses devant la place, la totalité de la rue Sainte-Marie-Madeleine qui y aboutissait, également le bâtiment d’un ancien couvent qui était un asile d’aliénées et celui d’un temple protestant à l’angle de cette rue et de la rue de Tournai.
La rue était parcourue par les lignes de tramway F de 1876 à 1956  et J de 1879 à 1954.

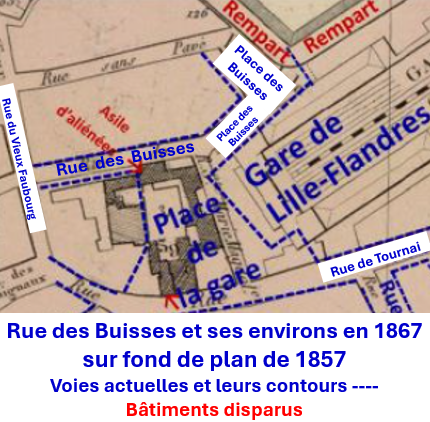
Rue des Buisses en 1867 sur fond de plan de 1857 représentant la gare de 1845
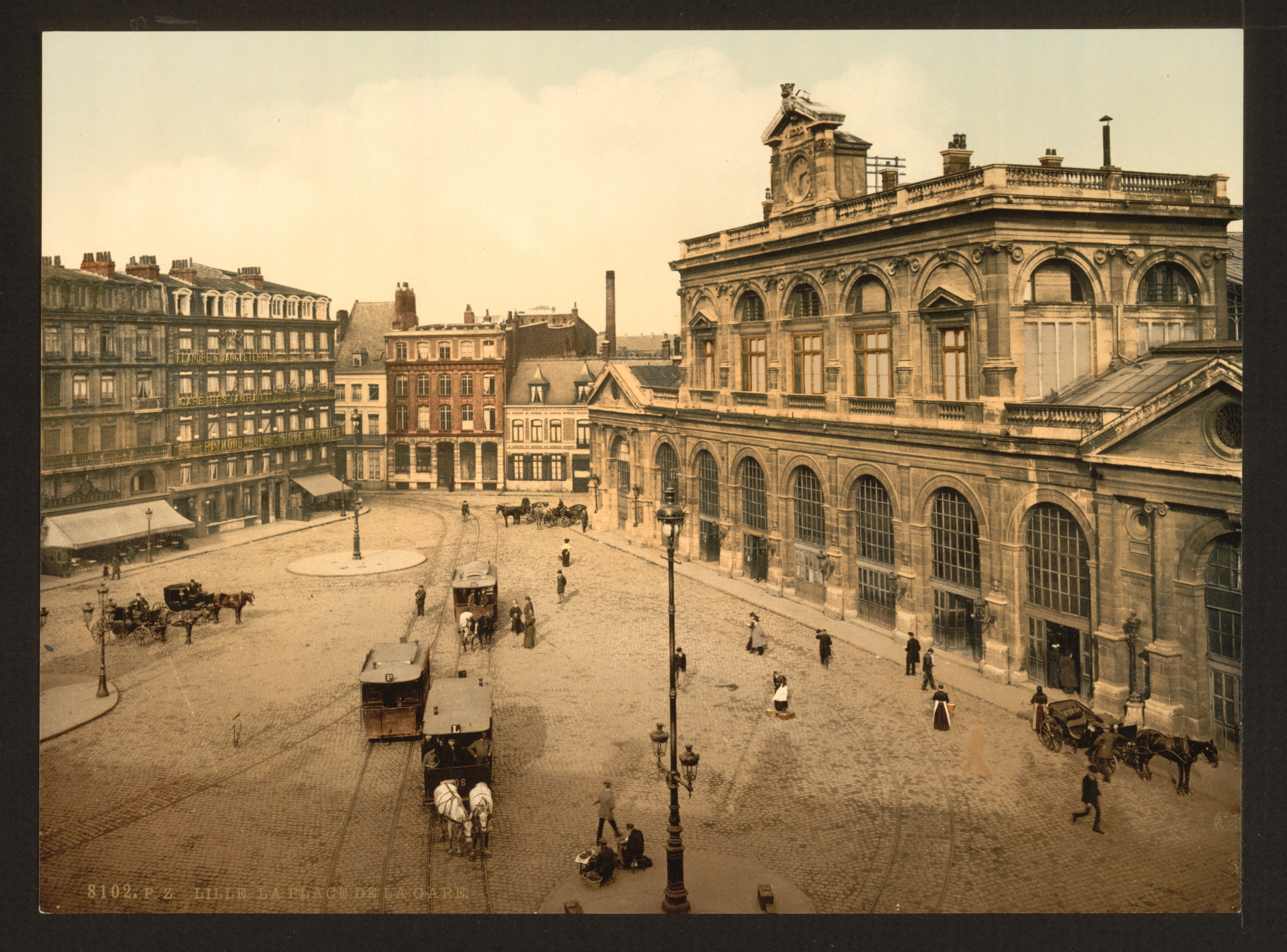
Partie de la rue des Buisses vue de la place de la gare vers 1890

En 1965, l’agrandissement de la place des Buisses  fait disparaître les maisons de la rue subsistant sur le côté nord de la place de la gare, réduisant la rue à une longueur de 80 mètres. Des immeubles de bureaux sont construits dans les années 1990 sur l’ilot entre la rue des Buisses, la place des Buisses, la rue des Canonniers et la rue du Vieux Faubourg faisant disparaître la rue Sans pavé, voie étroite parallèle aux rues des Buisses et des Canonniers.

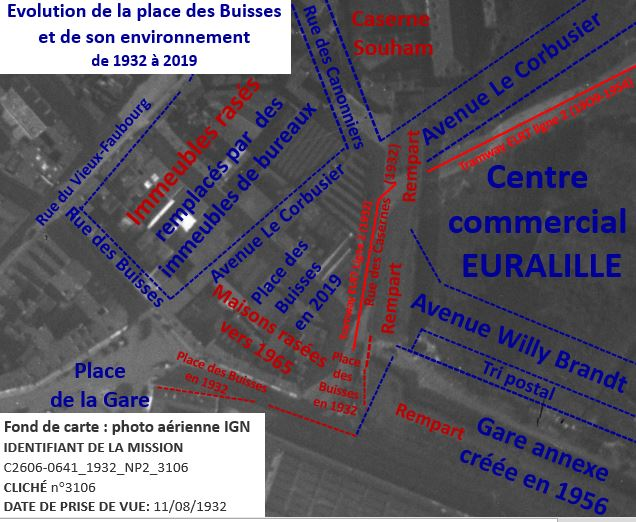
Évolution de la rue des Buisses et de ses alentours depuis 1932

## La rue des Buisses auXXIesiècle
La rue est une voie très courte à circulation restreinte bordée, d'un côté par un ensemble d’immeubles de bureaux récents, de l'autre par des immeubles de la fin du XIXe siècle utilisées pour des activités tertiaires variées.